# Вільшанка (притока Удаю)
Вільша́нка (Ольшанка) — річка в Україні, в межах Лубенського району Полтавської області. Права притока Удаю (басейн Дніпра).

## Опис
Довжина річки 19 км. Долина відносно глибока, місцями має круті схили, порізана численними балками. Річище слабозвивисте, у верхів'ї пересихає. Споруджено кілька ставків. 

## Розташування
Вільшанка бере початок на південь від села Тарандинців. Тече переважно на північ, у нижній течії — на північний схід. Впадає до Удаю на північний схід від села Біївців. 
Над річкою розташовані села: Тарандинці, Губське, Єнківці та Біївці.